# Policarpa Salavarrieta
Policarpa Salavarrieta Ríos, også kaldet La Pola (ca. 1791 i Guaduas – 14. november 1817 i Santa Fe de Bogota) var en colombiansk syerske. Hun blev henrettet i 1817.
Hun kan i dag ses på den colombianske 10.000-pesos seddel.